# Dopatrium baoulense
Dopatrium baoulense là một loài thực vật có hoa trong họ Mã đề. Loài này được A.Chev. mô tả khoa học đầu tiên năm 1911.